# La ballata di Lazy Boy/Se vai tu ci vengo anch'io
La ballata di Lazy Boy/Se vai tu ci vengo anch'io è un singolo del Quartetto Cetra, pubblicato dalla Dischi Ricordi nel 1962.

## Tracce
Lato A
1. La ballata di Lazy Boy – 3:54 (Virgilio Savona, Tata Giacobetti)

Lato B
1. Se vai tu ci vengo anch'io – 3:37 (Carlo Concina, Nino Rastelli)